# Кван, Стивен
Стивен Кван (англ. Steven Kwan; 5 сентября 1997, Лос-Гатос, Калифорния) — американский бейсболист, аутфилдер клуба Главной лиги бейсбола «Кливленд Гардианс». На студенческом уровне выступал за команду университета штата Орегон. В 2018 году был выбран в пятом раунде драфта.

## Биография
Стивен Кван родился 5 сентября 1997 года в Лос-Гатосе в Калифорнии. Один из трёх детей в семьей Рэймонда Квана и его супруги Джейн. Учился в старшей школе Вашингтон во Фримонте, в течение четырёх лет играл в составе её бейсбольной команды. В выпускной год Кван отбивал с показателем 46,2 % и по итогам сезона вошёл в состав сборной звёзд турнира. После окончания школы он поступил в университет штата Орегон.
В 2016 году Кван дебютировал в бейсбольном турнире NCAA. Он сыграл в 35 матчах, отбивая с показателем 21,5 %. В 2017 году он провёл 55 матчей, 42 из них начал в стартовом составе команды. Его эффективность на бите выросла до 33,1 %. Он был признан лучшим игроком регионального турнира плей-офф в Корваллисе, вместе с командой принимал участие в играх Мировой серии среди колледжей. В 2018 году Кван сыграл за «Орегон Стейт» в 58 матчах, став лидером команды по количеству заработанных уоков. Его показатель отбивания составил 35,5 %, он набрал 57 RBI. Концовку сезона он пропустил из-за травмы и не смог принять участия в плей-офф, завершившемся победой команды в Мировой серии. В июне 2018 года на драфте Главной лиги бейсбола он был выбран «Кливлендом» в пятом раунде под общим 163 номером.
Профессиональную карьеру Кван начал в составе фарм-команды «Индианс» в Аризонской лиге. Сезон 2018 года он завершил четырьмя матчами за «Махонинг-Вэлли Скрэпперс». В 2019 году он провёл 123 игры в составе «Линчберг Хиллкэтс», отбивая с показателем 28,0 %. В сезоне 2020 года Кван не играл, так как игры младших лиг были отменены из-за пандемии COVID-19. Чемпионат 2021 года он провёл в составах «Акрон Раббердакс» и «Коламбус Клипперс», суммарно сыграв в 77 матчах. Показатель отбивания Квана составил 32,8 %, он набрал 44 RBI. После окончания сезона его включили в расширенный состав «Индианс».
В апреле 2022 года Кван дебютировал в Главной лиге бейсбола, во втором своём матче реализовав пять выходов на биту из пяти.